# الكتاب المقدس باللغة الإنجليزية الحره
الكتاب المقدس في اللغة الإنجليزية الحية هو ترجمة للكتاب المقدس بواسطه ستيفن تي بينغتون ، قام بترجمة الكتاب المقدس بمفرده لمدة 45 عامًا من عام 1898 إلى عام 1943 ، لكنه لم يتمكن من نشره اثناء حياته.  بعد وفاته في عام 1957.  ، اكتسبت جمعية برج المراقبة للكتاب المقدس والمنشورات على حقوق النشر ، ولكن لم  تنشر  الترجمة حتى عام 1972.  لذلك قام قانون حقوق النشر في الولايات المتحدة بحمايته حتى عام 2000. لا يذكر كتالوج حقوق النشر أن جمعية برج المراقبة قد تقدمت بطلب لتجديد هذا المنشور.  قد تظل الترجمة محمية بحقوق الطبع والنشر في البلدان التي لا تطبق قاعدة المدى الأقصر.
من الخائص البارزة لهذه الترجمة استخدام اسم الله ، الذي ترجمه بينغتون يهوه في العهد القديم.  يقول بينجتون في مقدمته: «الإملاء والنطق ليسو مهمين للغاية.  المهم للغاية هو توضيح أن هذا اسم شخصي. يوجد  العديد من النصوص التي لا يمكن فهمها بشكل صحيح إذا قمنا بترجمة هذا الاسم من خلال اسم شائع مثل الرب ، أو الأسوأ من ذلك ، من خلال صفة مثبتة».

## روابط خارجية
- The Bible in Living English Translated by Steven T. Byington
- Jehovah's Witnesses official website - God's Name and Bible Translators
- Ballard Vale United Church - Steven T. Byington biographical information على موقع واي باك مشين (نسخة محفوظة September 29, 2007)